# Jean-René Germanier
Jean-René Germanier (ur. 18 grudnia 1958 w Sionie) – szwajcarski polityk, członek Radykalno-Demokratycznej Partii Szwajcarii (PLR), w latach 2010–2011 przewodniczący Rady Narodowej.

## Życiorys
Pochodzi z kantonu Valais, gdzie przed rozpoczęciem kariery politycznej na szczeblu federalnym działał w biznesie, rolniczych związkach zawodowych oraz w młodzieżówce swojej macierzystej partii. Zasiadał również we władzach samorządowych kantonu. W 2003 został wybrany do parlamentu federalnego. Szybko zyskał we frakcji PLR w Radzie Narodowej pozycję głównego specjalisty ds. polityki rolnej, wystawianego przez partię do rozmaitych debat w tej dziedzinie. 29 listopada 2010 został wybrany na roczną kadencję przewodniczącego Rady.
Oprócz działalności politycznej Germanier prowadzi również winnicę.